# Neha Sharma
Neha Sharma (Bhagalpur, 21 novembre 1987) è un'attrice indiana.
Nata in Bihar, Sharma ha frequentato la Mount Carmel School a Bhagalpur ed ha seguito un corso in fashion design al National Institute of Fashion Technology (NIFT) in Nuova Delhi. La sua prima apparizione risale al film Chirutha del 2007 in lingua telugu. Il suo primo film in lingua hindī Crook di Mohit Suri uscì nel 2010. Sharma fece un cameo in Teri Meri Kahaani di Kunal Kohli. Lei fu molto apprezzata nel film di moderato successo Kyaa Super Kool Hai Hum.

## Infanzia
Sharma è nata il 21 novembre 1987 a Bhagalpur, Bihar. Suo padre, Ajit Sharma, è un uomo d'affari, politico e membro dell'assemblea legislativa di Bhagalpur, del Congresso Nazionale Indiano. Sharma ha promosso svariate volte una campagna elettorale per suo padre. Anche la sorella più piccola, Aisha Sharma è un'attrice. Sharma ha confessato che durante l'infanzia soffriva gravemente d'asma ed era spesso fisicamente malata e debole. Inoltre, lei ha dichiarato che è stata completamente curata dall'asma con la benedizione di una famiglia a Hyderabad.

## Vita privata
I suoi hobby sono cucinare, ascoltare musica, leggere e ballare. Sharma ha una formazione da ballerina di danza classica indiana chiamata Kathak. Inoltre, lei ha imparato hip hop, salsa, merengue, jive e jazz al Pineapple Dance Studio, Londra. Lei considera Kate Moss come ispiratrice del suo stile. Sharma, inoltre, aspira a lanciare un suo marchio di abbigliamento.

## Filmografia
| Anno | Film                       | Ruolo          | Lingua           | Note              |
| ---- | -------------------------- | -------------- | ---------------- | ----------------- |
| 2007 | Chirutha                   | Sanjna         | telugu           | Debutto in telugu |
| 2009 | Kurradu                    | Hema           | telugu           |                   |
| 2010 | Crook: It's Good To Be Bad | Suhani         | hindī            | Debutto in hindi  |
| 2012 | Teri Meri Kahaani          | Meera          | hindī            | Cameo             |
| 2012 | Kyaa Super Kool Hain Hum   | Simran         | hindī            |                   |
| 2013 | Jayantabhai Ki Luv Story   | Simran         | hindī            |                   |
| 2013 | Yamla Pagla Deewana 2      | Suman Khanna   | hindī            |                   |
| 2014 | Youngistaan                | Anwita Chauhan | hindī            |                   |
| 2016 | Kriti                      | Kriti          | hindī            | Cortometraggio    |
| 2016 | Xuanzang                   |                | hindī, mandarino |                   |
| 2016 | Tum Bin II                 | Taran          | hindī            | Post-produzione   |
| 2017 | Hera Pheri 3               |                | hindī            |                   |

## Riconoscimenti
- Classificata al quinto posto tra le persone più ricercate (2010) in India. La lista fu pubblicata da Google Zeitgeist.[9]
- Posizionata al trentunesimo posto nella classifica "50 donne più desiderabili" stilata dal Times of India.[10]
- Posizionata al primo posto nel sondaggio "Il debutto più hot".[11]
- Posizionata al settimo posto nella classifica "100 donne più sexy al mondo" stilata da FHM.[12]